# Anna Makino
 Anna Makino  (牧野アンナ, Makino Anna), née à Tokyo le 4 décembre 1971, mais originaire de la préfecture d'Okinawa, est une ex-chanteuse de J-pop et idole japonaise, en solo puis au sein du groupe Super Monkey's, actuellement chorégraphe et directrice d'une école de danse.
Elle débute à 14 ans, formée à l'école d'artiste Okinawa Actors School fondée par son père en 1983. Elle sort en janvier 1987 un premier single en solo qui se classe 33e à l'oricon et sert de thème musical au jeu vidéo NES Dragon Quest II, figurant sur une dizaine de compilations ultérieures. Elle sort en avril suivant un deuxième et dernier single qui se classe 43e. Après quelques apparitions dans des comédies musicales, elle retourne à Okinawa l'année suivante pour enseigner la danse à l'Okinawa Actors School. En 1992, elle tente à nouveau sa chance comme leader du nouveau groupe Super Monkey's, aux côtés de jeunes étudiantes de l'école: la future star Namie Amuro, Hisako Arakaki, et deux futures membres du groupe MAX, Nana et Mina. Mais elle quitte le groupe en fin d'année après la sortie d'un premier single, pour devenir professeur en chef de l'école désormais réputée, rejointe en 1994 par Hisako Arakaki. Anna Makino y forme de nombreuses futures stars comme les SPEED, Rina Chinen, Da Pump, D&D, Yu Yamada... Elle quitte son poste en 2002 pour fonder à Tokyo sa propre école de danse, Love Junx, réservée aux enfants trisomiques atteints du syndrome de Down. Ses étudiants se produisent régulièrement lors de spectacles de danse, y compris à l'étranger comme lors d'une manifestation de charité pour la fondation Down Syndrome Association of Los Angeles en 2007 aux États-Unis. En 2006, Anna Makino participe à une reformation ponctuelle des Super Monkey's d'origine lors d'un concert de Namie Amuro. Depuis 2008, elle travaille en parallèle comme chorégraphe pour divers artistes, notamment pour le populaire groupe AKB48.

## Discographie

### Singles
En solo
- 21.01.1987 : Love Song Sagishite (Love Song 探して?) (face B: Heart) - Thème de Dragon Quest II
- 21.04.1987 : Hitomi wa Genki na Sky Blue (瞳は元気なブルースカイ?) (face B: 夏の日のAFTER SCHOOL?)

Super Monkey's
- 16.09.1992 : Koi no Cute Beat / Mister U.S.A.